# Ballivián
Jezioro Ballivián - duże morze śródlądowe, które istniało aż do końca plejstocenu. Pokrywało znaczną część płaskowyżu Altiplano w Andach. Jego linia brzegowa była o 45 metrów wyższa niż obecny poziom jeziora Titicaca. 
Po wyschnięciu jeziora uformowały się z niego trzy inne: Titicaca, na granicy Peru/Boliwia, oraz Minchin, którego pozostałościami dziś są jeziora Poopó i Salar de Uyuni.